# Kozoom
Kozoom Multimedia ist ein französischer Internet-Spartensender, der Live-Turniere aus den Bereichen Billard (besonders Karambolage) und Tischfußball sendet. Beheimatet ist der Sender in Andernos-les-Bains, wo sich die Firmenzentrale befindet. In Toulouse befindet sich der Sitz der Technikabteilung. Seit 2015 gibt es eine Zweigniederlassung (Kozoom Korea) in Seoul, Südkorea, dessen Direktor der Trainer und Spielerbetreuer William Oh ist. Er ist ebenfalls der Gründer von Kozoom International. Kozoom ist der weltweit größte Anbieter digitaler Medien im Karambolagebereich. Am 11. Dezember 2020 gab die UMB bekannt, dass Kozoom International nun unter dem neuen Namen Five & Six International firmiert. Das Unternehmen erhielt damit auch die Übertragungsrechte für alle UMB-Veranstaltungen, einschließlich des Dreiband-Weltcups.

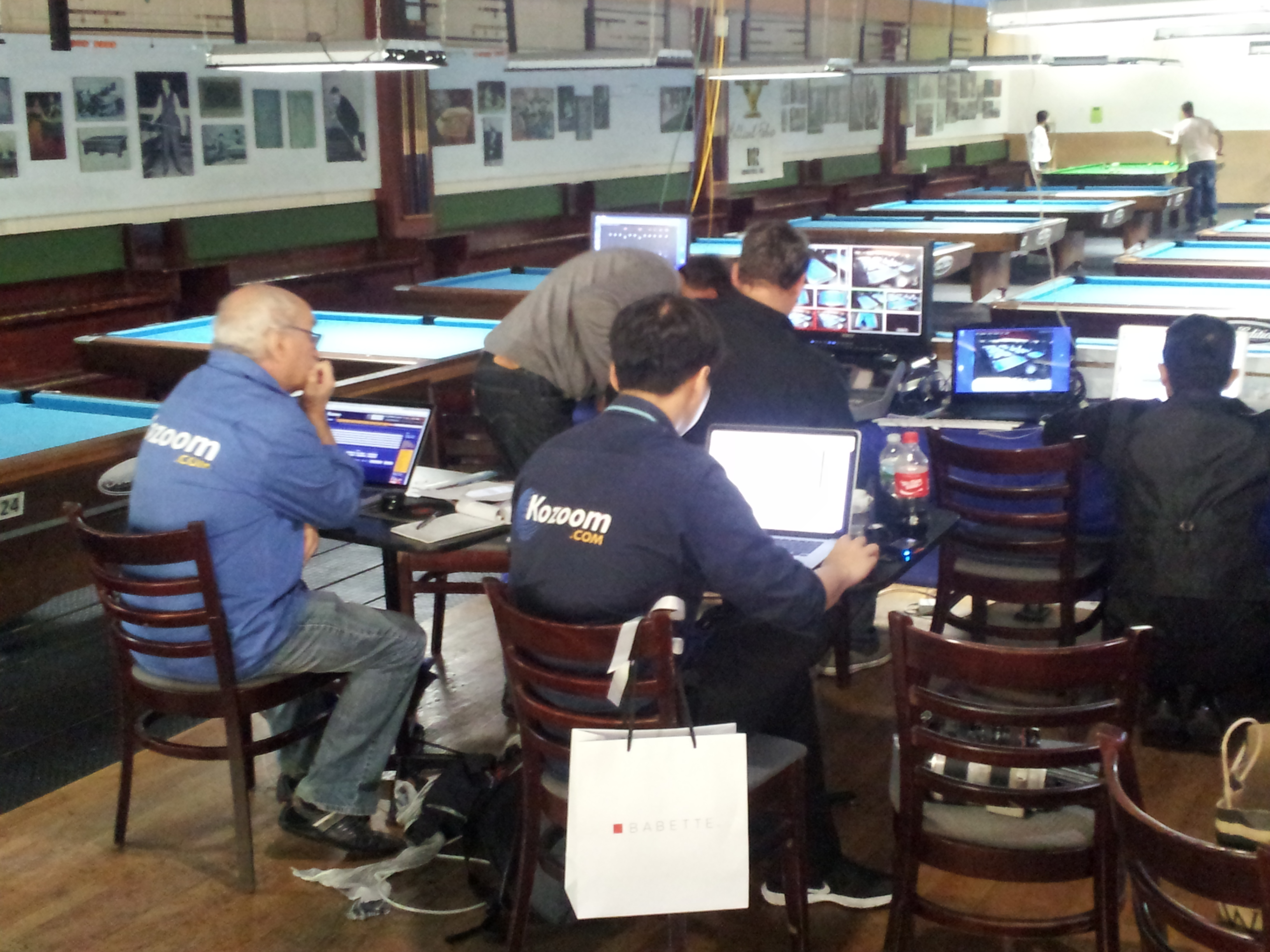
Kozoom bei den Verhoeven Open 2016 in New York

## Allgemeines
Gegründet wurde Kozoom im September 1998 (Sendebeginn war im Februar 1999) von Xavier Carrer, selbst Karambolagespieler, zweifacher französischer Champion und Freund des Dreiband-Weltmeisters Frédéric Caudron. Zielsetzung war zunächst die Übertragung von Karambolageturnieren. Poolturniere der USA und in Europa kamen hinzu. Seit Mitte der 2000er-Jahre werden auch Welt- und Europameisterschaften live übertragen. Dazu ist Kozoom mit allen bedeutenden Billardverbänden eine Kooperative eingegangen und sicherte sich so die weltweiten Exklusiv-Übertragungsrechte.
Die Spiele werden in kostenpflichtigen Live-Streams gesendet. Diese sind z. Zt. in drei Varianten erhältlich: 48 h, 1 Monat und Jahres-Abo (Stand: Dez. 2016). Die Besonderheit an ihrem Übertragungssystem ist, dass, mit Ausnahme von Interviews, durchweg kommentarlos gesendet wird. Dadurch ist es Kozoom möglich, von allen Tischen gleichzeitig zu senden. Es gibt immer einen sogenannten „TV-Tisch“. An ihm werden besonders attraktive Spiele (sog. „Highlights“) ausgetragen. Dieser Tisch ist zusätzlich zu den an den anderen Tischen üblichen Auf- und Frontalansichten mit drei Kameramännern ausgestattet. Diese bedienen unter anderem Galgenkameras und Steadicams. Dem Zuschauer ist es möglich, den Tisch auszuwählen, dessen Spiel(er) er favorisiert.
Größte Herausforderung für das Unternehmen war die Übertragung der Karambolage-Europameisterschaften 2013 und 2015, als sie von allen 20 Tischen gleichzeitig gesendet haben. Seit 2013 besitzt der Sender auch die Übertragungsrechte der Verhoeven Open in New York. Es ist das erste Turnier auf dem nordamerikanischen Kontinent, von dem Kozoom sendet.
Im Auftrag der Welt- und Europaverbände führt Kozoom auch schon seit Jahren Die Turnierstatistiken und Spielerprofile. Kozoom ist nicht nur Berichterstatter der Weltmeisterschaften 2015 und 2016 in Bordeaux gewesen, sondern fungierte gleichzeitig auch als Ausrichter und sorgte so dafür, dass die WM erstmals nach 2000 wieder im Heimatland Frankreich stattfand.
2005 wurde der Online-Store hinzugefügt. In ihm können die sportspezifischen Accessoires gekauft werden. Kozoom besitzt mit einigen Queue-Herstellern, wie z. B. Layani, Exkluvivverträge.
2013 wurden 64 Turniere an 174 Tagen live gesendet und mehr als 550 Videos produziert, die für jeden angemeldeten Nutzer im Archiv nachträglich angeschaut werden können. Zusätzlich bietet Kozoom die Möglichkeit an, im Archiv nach Lösungsmöglichkeiten verschiedener Dessins zu suchen. Diese werden von professionellen Spielern eingestellt und dienen Lernzwecken.
Am 22. April 2016 unterschrieb Kozoom mit der UMB einen 2-Jahres-Vertrag über die weltweiten Exklusivrechte an der Übertragung und den von der UMB veranstalteten Turnieren. Der Vertrag lief bis zum 31. Dezember 2019. Am 21. Januar 2023 gab Markus Schönhoff, selbst Spieler, bekannt, dass seine Mitarbeit nach 11 Jahren nicht mehr fortgeführt wird und die deutsche Version von Kozoom eingestellt wurde. Zuletzt gab es nur noch 160 zahlende Mitglieder in Deutschland.

### Historischer Vertrag mit der UMB
Auf dem letzten Weltcup-Turnier des Jahres 2017 im ägyptischen el-Guna ging die UMB einen „historischen Vertrag“ mit Kozoom ein. Dieser Vertrag sieht vor, dass Kozoom in den nächsten 5 Jahren, bis 2023, alle Übertragungsrechte an UMB-Turnieren zugesagt werden. Darüber hinaus darf Kozoom eigene, neue Turniere, wie einen Kontinental-Cup und eine ganze Reihe von Masters, ausrichten.

### Kooperation mit MyWebSport
Seit 2015 steht in ihrer Firmenzentrale in Andernos ein Billardtisch mit der MyWebSport-Technologie. MyWebSport wurde von dem österreichischen Karambolagespieler Andreas Efler entwickelt. Es bietet bei vorhandener Technik die Möglichkeit, Spieler für Online-Trainingseinheiten zu buchen. Da es sich um einen Livestream handelt, ist diese Technik weltweit und zu jeder Zeit einsetzbar. Oft befinden sich solche Tische auch auf Turnieren im öffentlichen Zugangsbereich und Besucher können sich hier mit Spielern weltweit messen. Zu den Spielern, die Trainingsstunden anbieten, gehören neben Efler unter anderem Marco Zanetti und Martin Horn. 2012 wurde die Technologie in der Niederlassung in Seoul installiert. Es war die erste Anlage dieser Art in Asien.

## Zusammenarbeit mit Billardverbänden
Kozoom ist in einer offiziellen Zusammenarbeit mit:
- World Confederation of Billiard Sports (WCBS), Billardweltverband
- Union Mondiale de Billard (UMB), Weltverband für Karambolage; zuständig für Weltmeisterschaften und Dreiband-Weltcup; seit Dezember 2020 unter Five & Six International
- Confédération Européenne de Billard (CEB), europäischer Kontinentalverband für Karambolage, zuständig für Europameisterschaften
- European Pocket Billiard Federation (EPBF), zusammen mit International Billiard Promotions (IBP), Ausrichter der Euro-Tour
- Koninklijke Nederlandse Biljartbond (KNBB); Übertragungen nationaler Meisterschaften und Ligabetrieb
- Fédération Française de Billard (FF Billard); Übertragungen nationaler Meisterschaften und Ligabetrieb
- Koninklijke Belgische Biljartbond (KBBB) / Fédération Royale Belge de Billard (FRBB); Übertragungen nationaler Meisterschaften und Ligabetrieb